# Idrinszkojei járás
Az Idrinszkojei járás (oroszul: И́дринский район) Oroszország egyik járása a Krasznojarszki határterületen. Székhelye Idrinszkoje.

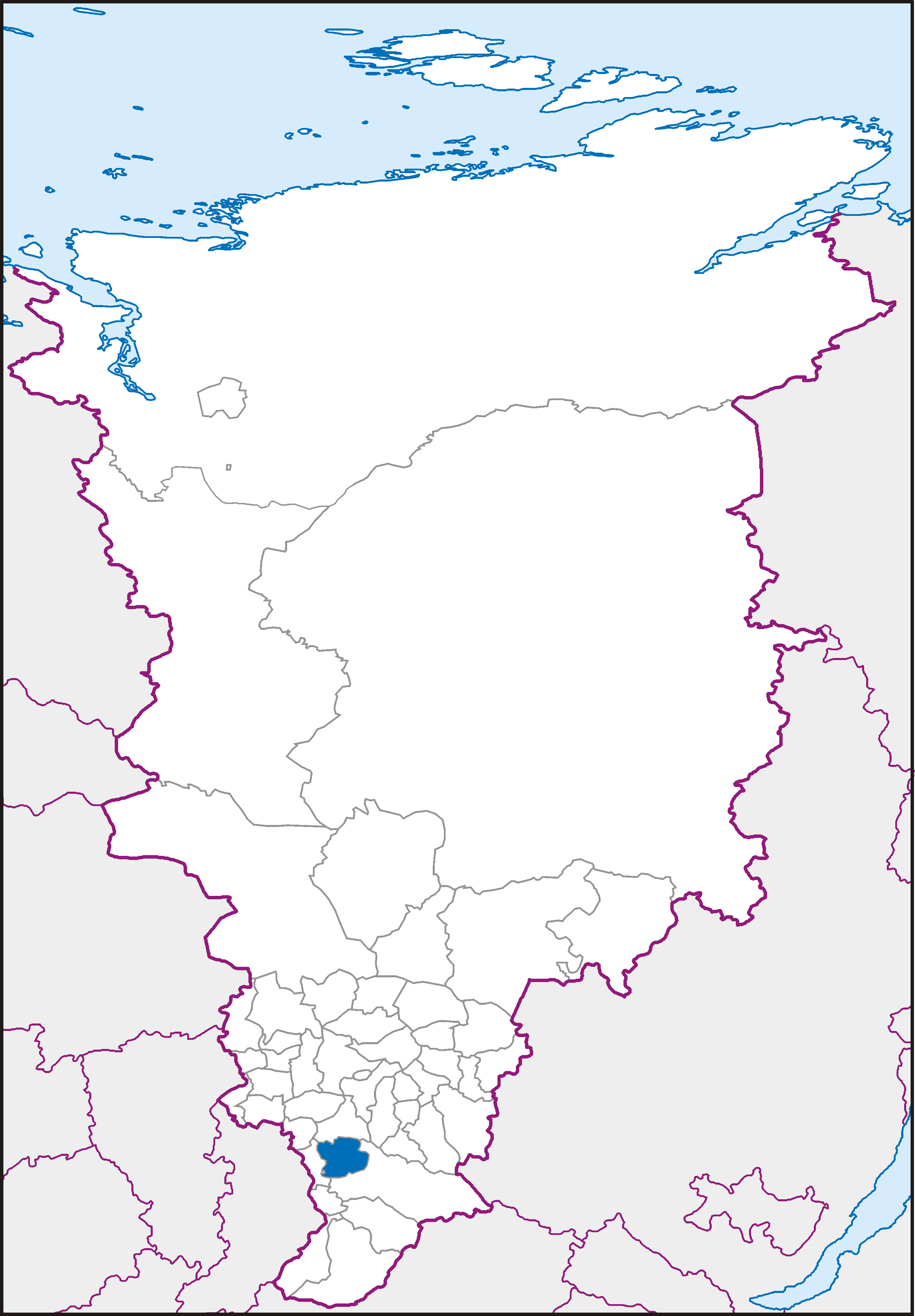
Az Idrinszkojei járás a Krasznojarszki határterületen

## Népesség
- 2002-ben 15 399 lakosa volt.
- 2010-ben 12 476 lakosa volt.